# Astyochia crane
Astyochia crane là một loài bướm đêm trong họ Geometridae.